# Sainte-Suzanne-sur-Vire
Sainte-Suzanne-sur-Vire és un municipi francès situat al departament de la Manche i a la regió de Normandia. L'any 2007 tenia 504 habitants.

## Demografia

### Població
El 2007 la població de fet de Sainte-Suzanne-sur-Vire era de 504 persones. Hi havia 196 famílies de les quals 36 eren unipersonals (20 homes vivint sols i 16 dones vivint soles), 80 parelles sense fills, 72 parelles amb fills i 8 famílies monoparentals amb fills.
La població ha evolucionat segons el següent gràfic:
Habitants censats

### Habitatges
El 2007 hi havia 210 habitatges, 199 eren l'habitatge principal de la família, 5 eren segones residències i 6 estaven desocupats. Tots els 210 habitatges eren cases. Dels 199 habitatges principals, 182 estaven ocupats pels seus propietaris i 17 estaven llogats i ocupats pels llogaters; 3 tenien dues cambres, 13 en tenien tres, 36 en tenien quatre i 147 en tenien cinc o més. 185 habitatges disposaven pel capbaix d'una plaça de pàrquing. A 65 habitatges hi havia un automòbil i a 131 n'hi havia dos o més.

### Piràmide de població
La piràmide de població per edats i sexe el 2009 era:
| Homes | Edats   | Dones |
| ----- | ------- | ----- |
| 0     | 95 o +  | 0     |
| 0     | 90 a 94 | 0     |
| 0     | 85 a 89 | 0     |
| 0     | 80 a 84 | 0     |
| 0     | 75 a 79 | 4     |
| 0     | 70 a 74 | 8     |
| 20    | 65 a 69 | 8     |
| 20    | 60 a 64 | 20    |
| 4     | 55 a 59 | 16    |
| 20    | 50 a 54 | 12    |
| 16    | 45 a 49 | 24    |
| 40    | 40 a 44 | 32    |
| 20    | 35 a 39 | 24    |
| 16    | 30 a 34 | 12    |
| 12    | 25 a 29 | 4     |
| 12    | 20 a 24 | 8     |
| 20    | 15 a 19 | 16    |
| 24    | 10 a 14 | 40    |
| 20    | 5 a 9   | 16    |
| 8     | 0 a 4   | 16    |

## Economia
El 2007 la població en edat de treballar era de 352 persones, 274 eren actives i 78 eren inactives. De les 274 persones actives 264 estaven ocupades (129 homes i 135 dones) i 10 estaven aturades (6 homes i 4 dones). De les 78 persones inactives 48 estaven jubilades, 24 estaven estudiant i 6 estaven classificades com a «altres inactius».

### Ingressos
El 2009 a Sainte-Suzanne-sur-Vire hi havia 206 unitats fiscals que integraven 578 persones, la mediana anual d'ingressos fiscals per persona era de 19.603 €.

### Activitats econòmiques
Dels 6 establiments que hi havia el 2007, 3 eren d'empreses de construcció, 1 d'una empresa de comerç i reparació d'automòbils, 1 d'una empresa de transport i 1 d'una entitat de l'administració pública.
Els 3 serveis als particulars que hi havia el 2009 eren electricistes.
L'any 2000 a Sainte-Suzanne-sur-Vire hi havia 25 explotacions agrícoles que ocupaven un total de 336 hectàrees.

## Equipaments sanitaris i escolars
El 2009 hi havia una escola elemental integrada dins d'un grup escolar amb les comunes properes formant una escola dispersa.

## Poblacions més properes
El següent diagrama mostra les poblacions més properes.